# Max Fechner
Pour les articles homonymes, voir Fechner.
Max Fechner, né le 27 juillet 1892 à Berlin et mort le 13 septembre 1973 à Schöneiche (Brandebourg), est un homme politique est-allemand. Il est ministre de la Justice de 1949 à 1953.

## Biographie
Max Fechner travaille tout d'abord comme outilleur qualifié. Il adhère au SPD en 1910, puis est membre de l'USPD de 1917 à 1922 ; il retourne ensuite au SPD. Il exerce un mandat local pour le district de Neukölln de Berlin de 1921 à 1929, conseiller municipal de 1924 à 1929 et devient membre du Landtag de Prusse de 1928 à 1933. Il travaille au bureau exécutif du SPD et est le rédacteur en chef du magazine de politique municipale Die Gemeinde (La Communauté).
Sous le régime national-socialiste, il est emprisonné entre 1933-1934 au camp d'Oranienburg, puis en 1944 au camp de concentration de Sachsenhausen pour s'être rapproché du groupe de résistance sociale-démocrate dirigé par Franz Künstler,.
Après la guerre, il devient membre du SED et est élu à son Comité exécutif et son Comité central. Entre 1946 et 1948, il est élu municipal du Grand Berlin de Berlin-Est. Il est de 1948 à 1949 au présidium du Conseil du peuple allemand, le Deutscher Volksrat (de), une assemblée constituante sous contrôle soviétique, puis de 1949 à 1950 député à la Chambre du peuple provisoire.
En 1948, Max Fechner succède à Eugen Schiffer au poste de président de l'Administration centrale allemande de la Justice. Il est également, de 1949 à 1951, président de l'Association des juristes démocrates, est devient en octobre 1949 le premier ministre de la Justice de la République démocratique allemande nouvellement créée.
Dans une interview au Neues Deutschland, le journal officiel du parti d'Allemagne de l'Est, le 30 juin 1953, il exprime son opposition à la poursuite judiciaire des travailleurs qui avaient participé à la grève du 17 juin. En conséquence, il est dénoncé comme un ennemi de l'État et du parti, et, sous la pression d'Otto Grotewohl, de Walter Ulbricht et d'Hilde Benjamin, est démis de ses fonctions ministérielles, exclu du SED et arrêté. Après une détention de deux ans, sans inculpation, au siège de la Stasi à Hohenschönhausen, il est condamné à huit ans de prison par la Cour suprême. Il est toutefois libéré le 24 juin 1956, et deux jours plus tard, amnistié. En juin 1958, il est réintégré en tant que membre du SED. Malgré son arrestation, sa prise de parole a néanmoins semé le trouble dans les milieux judiciaires est-allemands, notamment chez les juges et même les procureurs, contribuant à des acquittements, des non-lieu et des peines légères pour nombre de personnes inculpées.

## Distinctions
Max Fechner est décoré en 1967 de l'ordre du mérite patriotique et en 1972 de l'ordre de Karl-Marx.

## Publications
- 1946 : Offener Brief an Schumacher, Berlin
- 1946 : Wie konnte es geschehen? Auszüge aus den Tagebüchern und Bekenntnissen eines Kriegsverbrechers, Berlin
- 1946 : Jugend und Politik, Berlin
- 1947 : Die soziale Aufgabe der Volksrichter, Potsdam
- 1948 : Wesen und Aufgaben der neuen demokratischen Selbstverwaltung, Berlin